# Claude Lévy
Pour les articles homonymes, voir Lévy.
Claude Lévy, née à Nantes le 23 septembre 1895 et morte à Paris le 11 mars 1941, est une peintre et décoratrice française.

## Biographie
Élève de Lucien Lévy-Dhurmer dont elle est la petite-cousine, elle expose régulièrement au Salon des indépendants (1922-1929), au Salon d'automne (1926), au Salon des Tuileries (peinture), au Salon des arts décoratifs et au Salon des artistes décorateurs et des indépendants pour la décoration et remporte deux médailles d'argent, trois médailles d'or et le grand prix de l'Exposition internationale des arts décoratifs de 1925, ainsi que le Prix Blumenthal (1928). 
On lui doit des fleurs, des portraits, des paysages et des nus.
Elle est également cotée pour ses œuvres en céramique, notamment ses vases.
Elle travaille dans le cadre de l'atelier Primavera.